# Галерея Саатчи
Галере́я Саа́тчи (англ. Saatchi Gallery) — музей современного искусства в Лондоне, основанный в 1985 году Чарльзом Саатчи. Является одной из самых популярных лондонских галерей.

## История
Галерея Саатчи была открыта в 1985 году в районе Сент-Джонс-Вуд на Баундари-Роуд. На первой выставке, проводившейся с марта по октябрь 1985 года, были представлены работы минималиста Дональда Джадда, абстракционистов Брайса Мардена и Сая Твомбли, а также работы Энди Уорхола.
Галерея несколько раз меняла своё расположение.